# Schönewalde
Schönewalde ist eine amtsfreie Kleinstadt im Landkreis Elbe-Elster im Süden Brandenburgs.

## Geografie
Die Stadt Schönewalde liegt zwischen Jüterbog und Herzberg (Elster) in einem ausgesprochenen Tiefland mit kleinen Erhebungen, wie dem Weinberg mit 109 m und dem Hörning mit 86 m über NHN. In der ländlich geprägten Region mit ihren großen Kiefernwaldflächen liegen die einzelnen Ortsteile inmitten von Feldern, Wiesen und Fließen. Die Stadt selbst und insbesondere die nördlich des Schweinitzer Fließes gelegenen Ortsteile bilden den Großteil des im Landkreis Elbe-Elster liegenden Teils des Fläming.
Nachbargemeinden
Das Territorium der Stadt bedeckt den äußersten Nordwesten des Landkreises Elbe-Elster. Nachbargemeinden sind (im Uhrzeigersinn, von Norden beginnend): Niederer Fläming, Ihlow, Lebusa, Schlieben, Kremitzaue, Herzberg (Elster), Jessen (Elster), wo sich der Fliegerhorst Holzdorf als Standort der Bundeswehr befindet.

## Stadtgliederung
Die Stadt Schönewalde gliedert sich in 11 Ortsteile:
- Ahlsdorf/Hohenkuhnsdorf mit dem Gemeindeteil Hohenkuhnsdorf und dem Wohnplatz Ahlsdorf
- Bernsdorf
- Brandis/Horst mit dem Gemeindeteil Horst
- Dubro
- Grassau
- Jeßnigk
- Knippelsdorf mit dem Wohnplatz Siedlung
- Schönewalde mit den Gemeindeteilen Freywalde, Grauwinkel und Schmielsdorf sowie dem Wohnplatz Buschhaus
- Stolzenhain/Hartmannsdorf mit dem Gemeindeteil Hartmannsdorf
- Wiepersdorf
- Wildenau

Eingemeindungen
Die heutige Stadt Schönewalde entstand durch den Zusammenschluss der Gemeinden Heideeck, Themesgrund, Wildberg und Schönewalde am 31. Dezember 2001.
| Ehemalige Gemeinde | Datum      | Anmerkung                                                    |
| ------------------ | ---------- | ------------------------------------------------------------ |
| Ahlsdorf           | 31.12.1998 | Zusammenschluss mit Brandis und Stolzenhain zu Heideeck      |
| Bernsdorf          | 31.12.1998 | Zusammenschluss mit drei weiteren Gemeinden zu Themesgrund   |
| Brandis            | 31.12.1998 | Zusammenschluss mit Ahlsdorf und Stolzenhain zu Heideeck     |
| Dubro              | 31.12.1998 | Zusammenschluss mit drei weiteren Gemeinden zu Themesgrund   |
| Freywalde          | 01.01.1960 |                                                              |
| Grassau            | 31.12.1998 | Zusammenschluss mit drei weiteren Gemeinden zu Themesgrund   |
| Grauwinkel         | 01.07.1950 |                                                              |
| Hartmannsdorf      | 01.01.1974 | Eingemeindung nach Stolzenhain                               |
| Heideeck           | 31.12.2001 |                                                              |
| Hohenkuhnsdorf     | 01.01.1957 | Eingemeindung nach Ahlsdorf                                  |
| Horst              | 01.01.1974 | Eingemeindung nach Brandis                                   |
| Jeßnigk            | 31.12.1998 | Zusammenschluss mit drei weiteren Gemeinden zu Themesgrund   |
| Knippelsdorf       | 31.12.1998 | Zusammenschluss mit Wiepersdorf und Wildenau zu Wildberg     |
| Schmielsdorf       | 01.01.1974 |                                                              |
| Stolzenhain        | 31.12.1998 | Zusammenschluss mit Ahlsdorf und Brandis zu Heideeck         |
| Themesgrund        | 31.12.2001 |                                                              |
| Wiepersdorf        | 31.12.1998 | Zusammenschluss mit Knippelsdorf und Wildenau zu Wildberg    |
| Wildberg           | 31.12.2001 |                                                              |
| Wildenau           | 31.12.1998 | Zusammenschluss mit Knippelsdorf und Wiepersdorf zu Wildberg |

## Geschichte
Das um 1200 von deutschen und flämischen Kolonisten gegründete Angerdorf entwickelte sich zur Ackerbürgerstadt und erhielt 1474 die Stadtrechte. 1346 wurde der Ort als Schonewalde benannt, später auch Schonwalda. Der Name ist deutschen Ursprungs und bedeutet Dorf im/am schönen Walde. Die Stadt gehörte zum kursächsischen Amt Schweinitz, welches ab 1806 eine Verwaltungseinheit im neu gebildeten Königreich Sachsen wurde. Nach den Befreiungskriegen gelangte die Stadt 1815 schließlich an die neugebildete preußische Provinz Sachsen und wurde dort 1816 dem Landkreis Schweinitz im Regierungsbezirk Merseburg angegliedert. 1950 wurde der Kreis Schweinitz in Kreis Herzberg umbenannt, der 1952 dem DDR-Bezirk Cottbus zugeordnet wurde. 1992 wurde das nun brandenburgische Amt Schönewalde gebildet. Im Jahre 1993 ging der Kreis Herzberg im Zuge der Kreisreform im heutigen Landkreis Elbe-Elster auf. Zum 31. Dezember 2001 wurde das Amt Schönewalde aufgelöst. Die zwischenzeitlich amtsangehörigen Gemeinden Themesgrund, Wildberg, Heideeck sowie die nun amtsfreie Stadt bilden seither das Gebiet der Stadt Schönewalde.

## Bevölkerungsentwicklung
| Jahr | Einwohner |
| ---- | --------- |
| 1875 | 1 000     |
| 1890 | 1 000     |
| 1910 | 0 900     |
| 1925 | 0 899     |
| 1933 | 0 910     |
| 1939 | 0 869     |

| Jahr | Einwohner |
| ---- | --------- |
| 1946 | 1 368     |
| 1950 | 1 490     |
| 1964 | 1 294     |
| 1971 | 1 284     |
| 1981 | 1 194     |
| 1985 | 1 135     |

| Jahr | Einwohner |
| ---- | --------- |
| 1990 | 1 113     |
| 1995 | 1 075     |
| 2000 | 1 057     |
| 2005 | 3 702     |
| 2010 | 3 307     |
| 2015 | 3 115     |

| Jahr | Einwohner |
| ---- | --------- |
| 2020 | 3 056     |
| 2021 | 3 034     |
| 2022 | 2 959     |
| 2023 | 2 926     |
| 2024 | 2 899     |

 Gebietsstand des jeweiligen Jahres, Einwohnerzahl: Stand 31. Dezember (ab 1991), ab 2011 auf Basis des Zensus 2011, ab 2022 auf Basis des Zensus 2022 
Die Zunahme der Einwohnerzahl 2005 ist auf den Zusammenschluss von Schönewalde mit den Gemeinden Heideeck, Themesgrund und Wildberg zur neuen Stadt Schönewalde im Jahr 2001 zurückzuführen.

## Religion
Schönewalde wurde durch die Reformation evangelisch-lutherisch.

### Evangelisch-lutherische Kirche
Die Stadtpfarrkirche St. Nikolai und ihre Kirchengemeinde gehören zum Pfarrbereich Schönewalde im Kirchenkreis Bad Liebenwerda der Evangelischen Kirche in Mitteldeutschland.

### Römisch-katholische Kapelle
Nach dem Zweiten Weltkrieg kamen durch die Flucht und Vertreibung Deutscher aus Mittel- und Osteuropa wieder Katholiken in größerer Zahl nach Schönewalde und in die umliegenden Ortschaften, sodass 1964 ein Grundstück am Mittelweg gepachtet und dort eine Kapelle errichtet wurde, die am 18. Dezember 1966 benediziert wurde. Zur Gründung einer katholischen Gemeinde kam es in Schönewalde nicht, Schönewalde blieb stets nur eine Seelsorgestation. Nachdem die Zahl der Katholiken in Schönewalde wieder erheblich abgesunken war und der Pachtvertrag für das Kapellengrundstück 1994 ausgelaufen war, wurde die Kapelle wieder geschlossen und abgerissen. Heute gehören Katholiken in Schönewalde zur Pfarrei St. Franziskus Bad Liebenwerda, die nächstgelegene katholische Kirche ist die Corpus-Christi-Kirche in Herzberg (Elster).

## Politik

### Stadtverordnetenversammlung
Die Stadtverordnetenversammlung von Schönewalde besteht aus 16 Stadtverordneten und dem hauptamtlichen Bürgermeister als stimmberechtigtem Mitglied. Die Kommunalwahl am 26. Mai 2024 hatte bei einer Wahlbeteiligung von 74,0 % (2019: 64,2 %) folgendes Ergebnis:
| Partei / Wählergruppe                            | Stimmenanteil 2019 | Sitze 2019 |  | Stimmenanteil 2024 | Sitze 2024 |
| ------------------------------------------------ | ------------------ | ---------- |  | ------------------ | ---------- |
| CDU                                              | 23,4 %             | 4          |  | 24,9 %             | 4          |
| AfD                                              | 11,3 %             | 2          |  | 14,5 %             | 2          |
| Unabhängige Wählergemeinschaft Bernsdorf/Grassau | 09,8 %             | 2          |  | 13,7 %             | 2          |
| Wählergruppe Seniorenverein Dubro                | 09,4 %             | 1          |  | 07,6 %             | 1          |
| Wählergruppe Freunde der Region                  | –                  | –          |  | 07,2 %             | 1          |
| Unabhängige Wählergemeinschaft Schönewald        | 09,9 %             | 2          |  | 06,7 %             | 1          |
| Die Linke                                        | 07,5 %             | 1          |  | 06,0 %             | 1          |
| Wählergruppe Freiwillige Feuerwehr Knippelsdorf  | 02,9 %             | –          |  | 05,7 %             | 1          |
| Einzelbewerber Gerwin Hinrich                    | 04,6 %             | 1          |  | 04,0 %             | 1          |
| Einzelbewerberin Katrin Lehmann                  | –                  | –          |  | 03,2 %             | 1          |
| Bündnis 90/Die Grünen                            | 05,8 %             | 1          |  | 02,7 %             | 1          |
| Einzelbewerberin Manuela Hoch                    | –                  | –          |  | 02,2 %             | –          |
| Einzelbewerber Steffen Ern                       | –                  | –          |  | 01,6 %             | –          |
| Wählergruppe Freiwillige Feuerwehr Wiepersdorf   | 04,0 %             | 1          |  | –                  | –          |
| Einzelbewerberin Renate Rziha                    | 03,5 %             | 1          |  | –                  | –          |
| Wählergruppe Freiwillige Feuerwehr Ahlsdorf      | 03,4 %             | –          |  | –                  | –          |
| Wählergruppe Freiwillige Feuerwehr Brandis       | 03,2 %             | –          |  | –                  | –          |
| Einzelbewerber Ingo Rockland                     | 01,4 %             | –          |  | –                  | –          |
| Insgesamt                                        | 100 %              | 16         |  | 100 %              | 16         |

Die Ortsbeiräte in den elf Ortsteilen (davon sechs Gemeindeteile) bestehen aus je zwei bis drei Mitgliedern einschließlich eines Ortsvorstehers.

### Bürgermeister
- 1998–2005: Karl Kuba (SPD)[14]
- 2005–2013: Irene Kluge[15]
- seit 2013: Michael Stawski (parteilos)

Stawski wurde in der Bürgermeisterwahl am 25. April 2021 mit 79,7 % der gültigen Stimmen wiedergewählt. Seine Amtszeit beträgt acht Jahre.

### Wappen

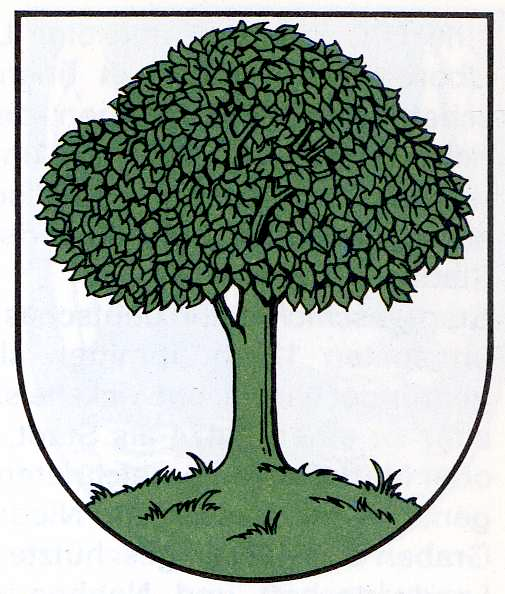
Altes Wappen, bis 2002 benutzt

Das Wappen wurde am 25. Juni 2002 genehmigt.
Blasonierung: „Zwischen zwei S-förmigen, gegengewendeten goldenen Flanken in Silber auf grünem Boden eine grüne Linde.“
 Historisches Stadtwappen 
Blasonierung: „In Silber auf grünem Berg eine grüne Linde.“
Ein Stadtsiegel aus dem 14. Jh. enthält drei Bäume, auf einem Dreiberg, um 1600 erschien der einzelne Baum im Siegel.

### Städtepartnerschaft
Seit 1991 besteht eine Partnerschaft mit der Stadt Marienmünster in Nordrhein-Westfalen.

## Sehenswürdigkeiten
In der Liste der Baudenkmale in Schönewalde und in der Liste der Bodendenkmale in Schönewalde stehen die in der Denkmalliste des Landes Brandenburg eingetragenen Kulturdenkmale.
- Stadtpfarrkirche St. Nikolai, Kreuzkirche aus den Jahren 1804 bis 1806, die Kirchenausstattung stammt aus der Bauzeit
- Fachwerkhäuser am Markt
- Windmühle am nordwestlichen Stadtrand, restauriert und voll funktionstüchtig
- Denkmal für die 46 Gefallenen der Stadt Schönewalde im Ersten Weltkrieg, nordwestlich des Friedhofs, am 24. August 1935 auf Initiative des Pfarrers Artur Pape errichtet. Im Laufe der Jahrzehnte verfiel das Denkmal und wurde 2012 mit Fördermitteln der Denkmalbehörde sowie durch Spendengelder saniert. Die Wiedereinweihung fand am Volkstrauertag, dem 12. November 2012, statt.[20]
- Drei Badeseen (Bernsdorf, Stolzenhain, Brandis) im Stadtgebiet
- Patronatskirche Ahlsdorf, Feldsteinkirche vom Ende des 14. Jahrhunderts. Ab 1710 wurde sie im Auftrag von Anton Friedrich von Seyffertitz und Joachim Hennig von Seyffertitz mit noch heute erhaltener barocker Ausstattung versehen, 1717 ein quadratischer Westturm mit geschweifter Haube und Laterne angebaut. Im August 2011 brachen mehrere Dachbalken und stürzten vor den Altar, die Kirche war daher für längere Zeit für Besucher gesperrt und wurde im Jahr 2020 wiedergeöffnet.

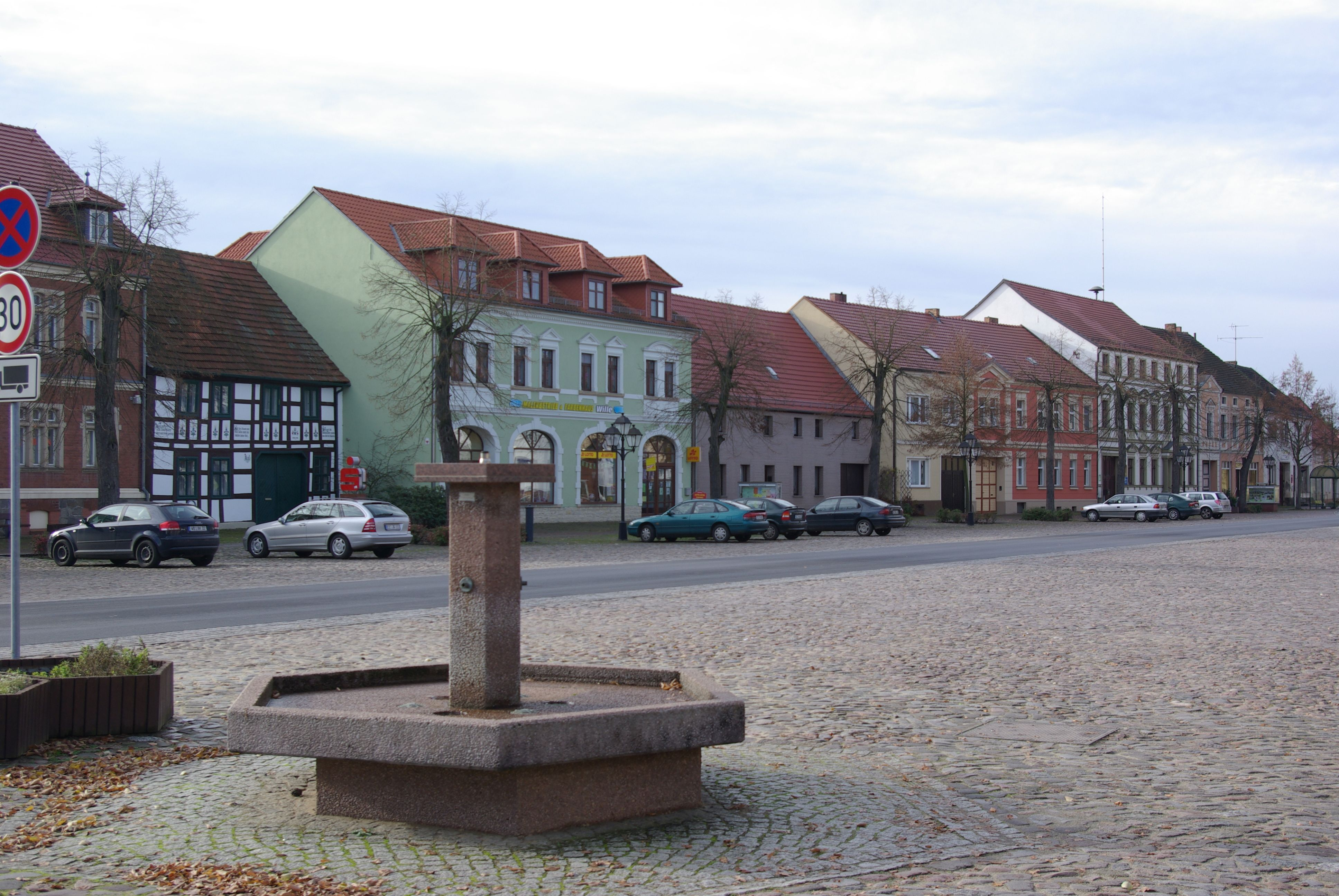
Schönewalde, Markt
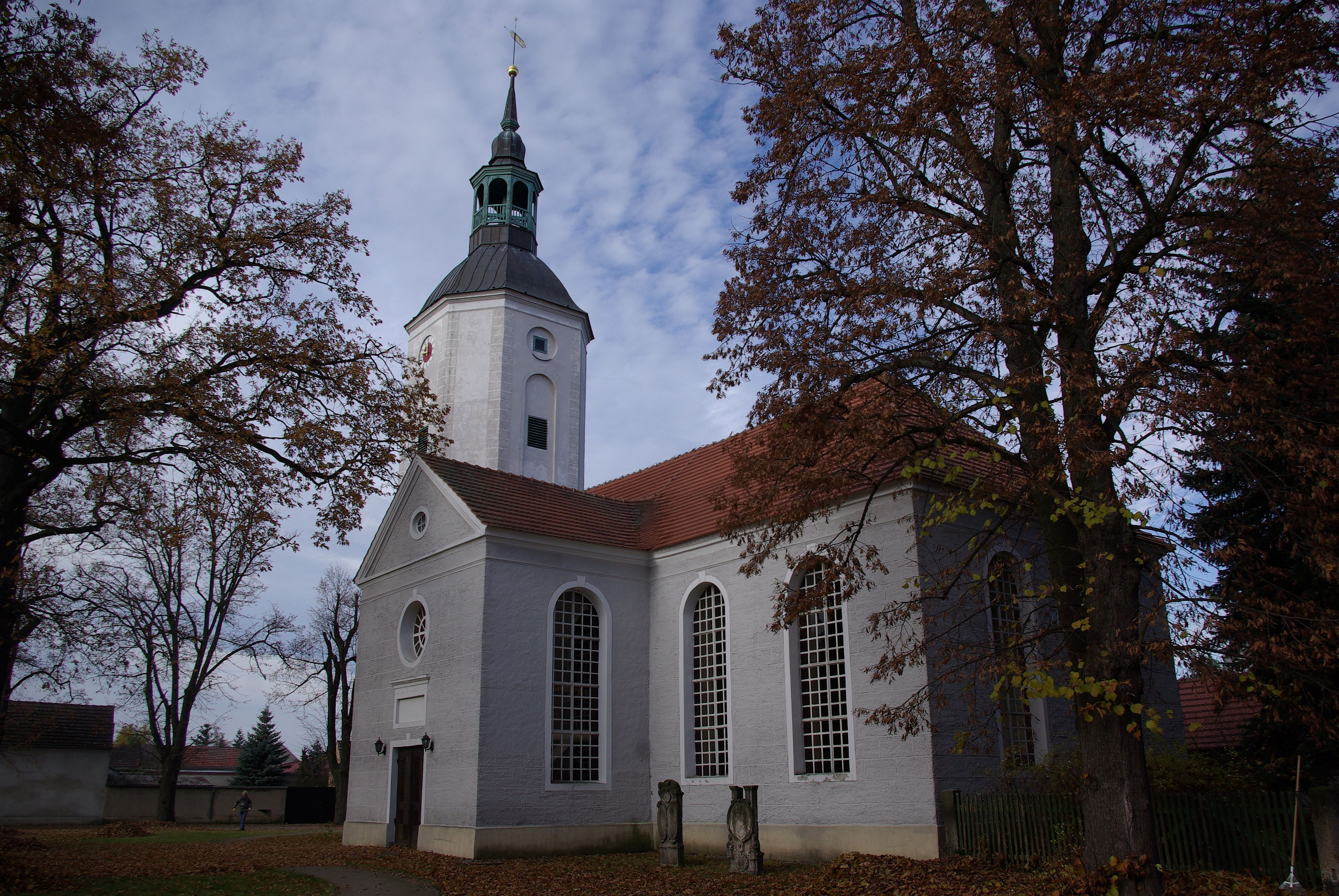
Schönewalde, Stadtkirche
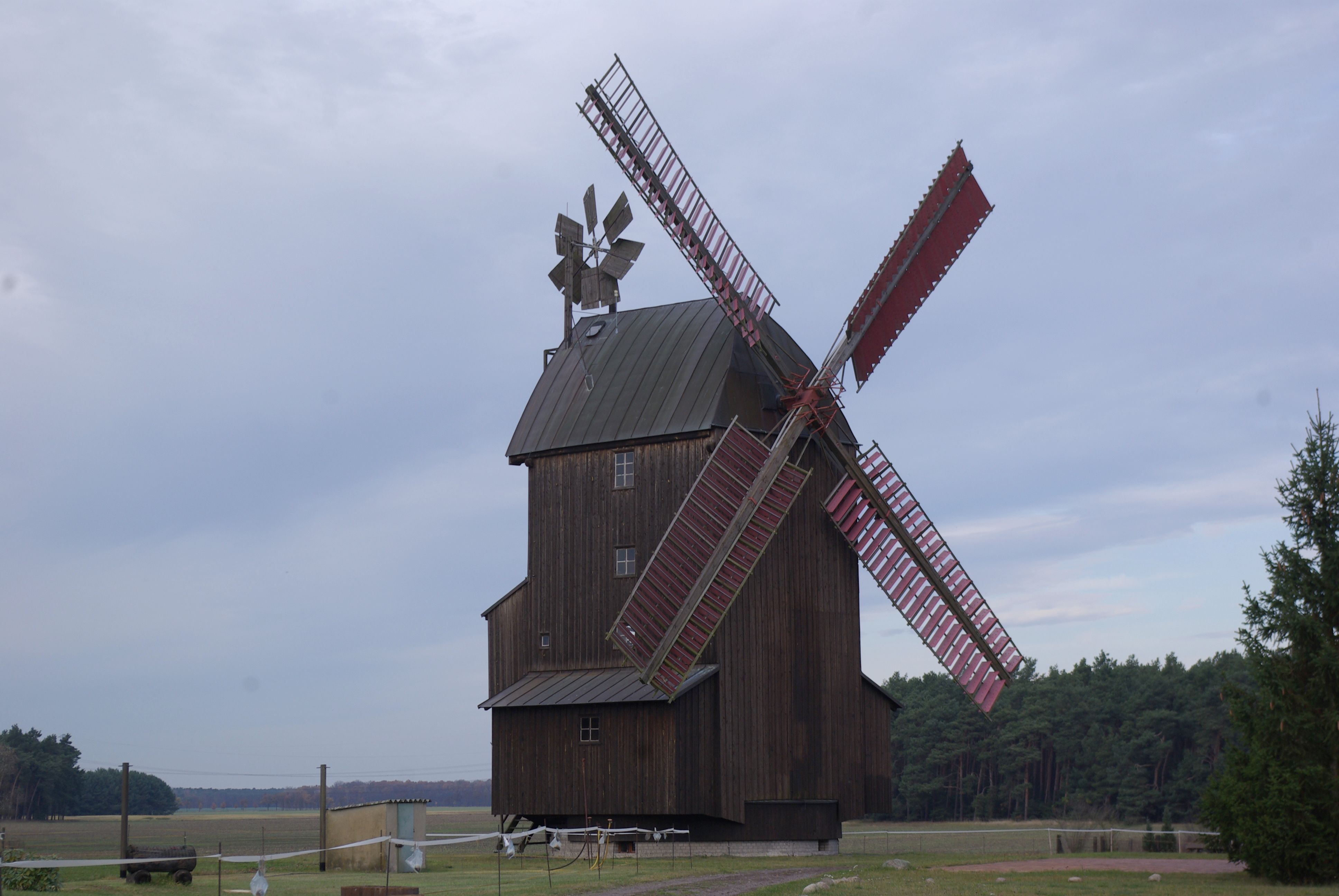
Paltrockmühle
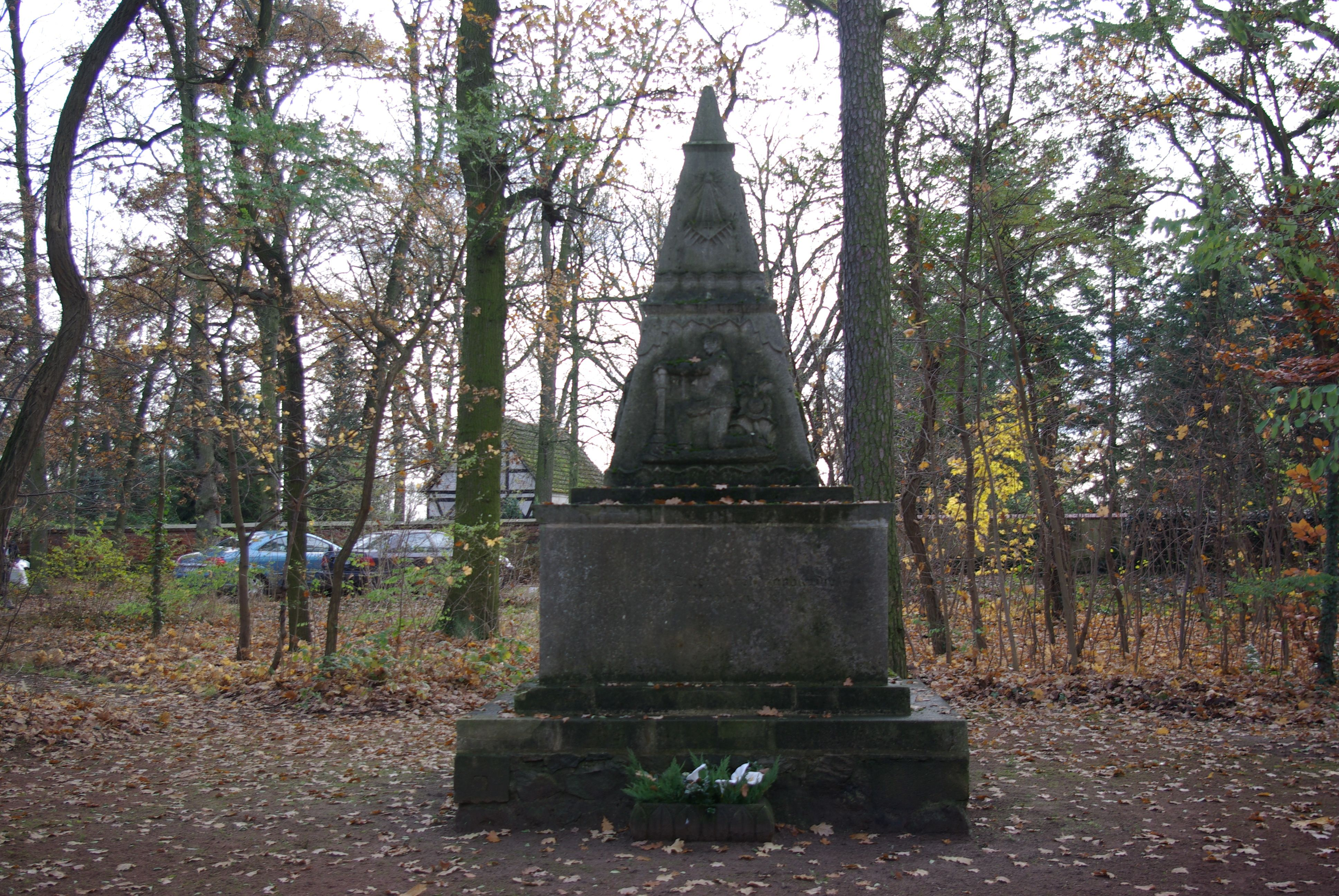
Kriegerdenkmal
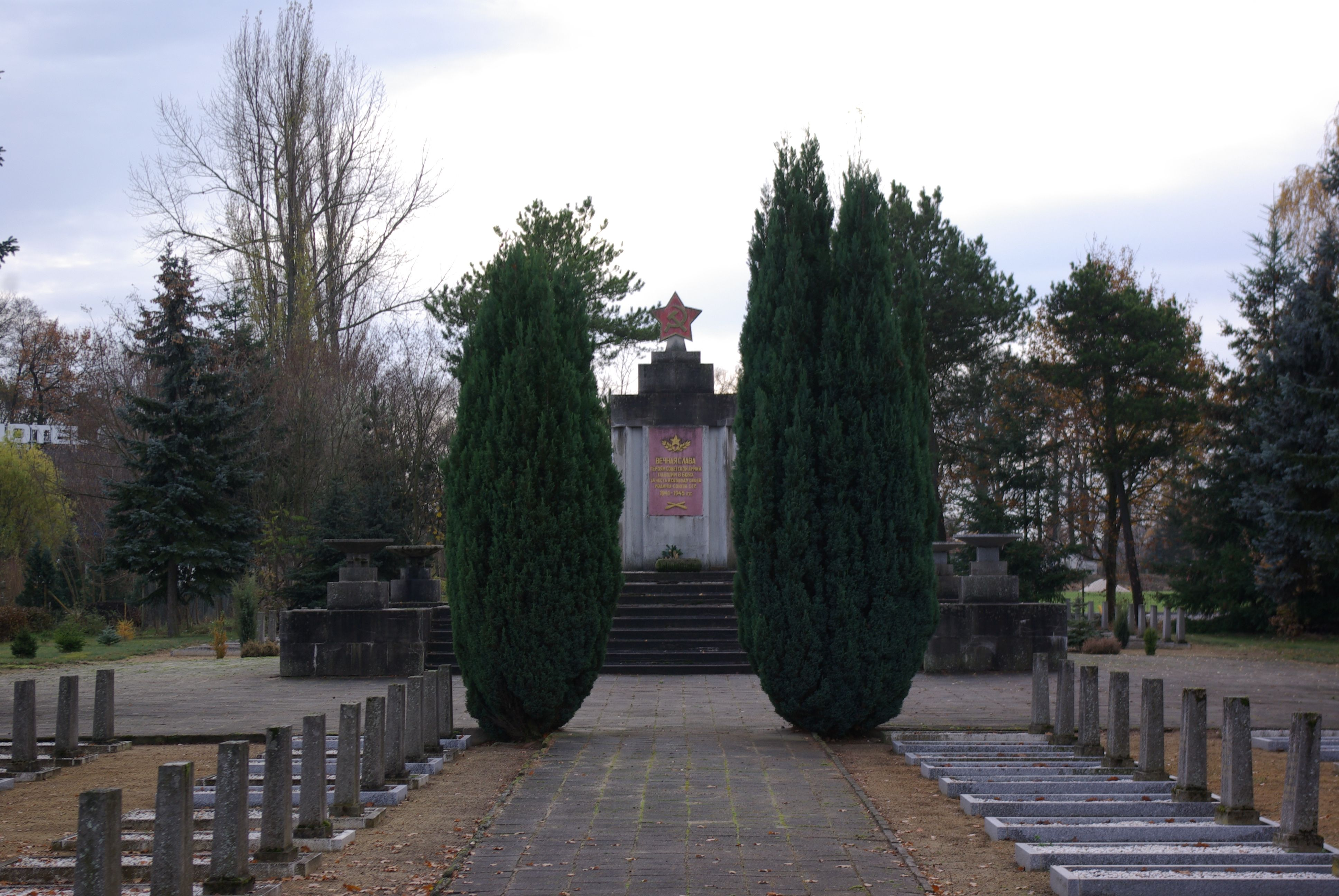
Ehrenmal

## Wirtschaft und Infrastruktur

### Ansässige Unternehmen
In der Region gibt es ländlich-typische Industrie u. a. Landwirtschaft, traditionelles Handwerk, ein mittelständisches Betonwerk und ein Holzbauunternehmen sowie kleines Handelsgewerbe. Den größten Wirtschaftsfaktor stellt die Bundeswehr dar, die den Fliegerhorst Holzdorf und das CRC Einsatzführungsbereich 3 hier betreibt.

### Verkehr
Schönewalde liegt an den Landesstraßen L 71 nach Dahme/Mark und L 72 zwischen Linda in Sachsen-Anhalt und Kolochau. Die Bundesstraße 101 zwischen Jüterbog und Herzberg (Elster) durchquert die im westlichen Stadtgebiet gelegenen Ortsteile.
Die Stadt liegt an der Tour Brandenburg, einem Radfernweg, der das Land Brandenburg umrundet.

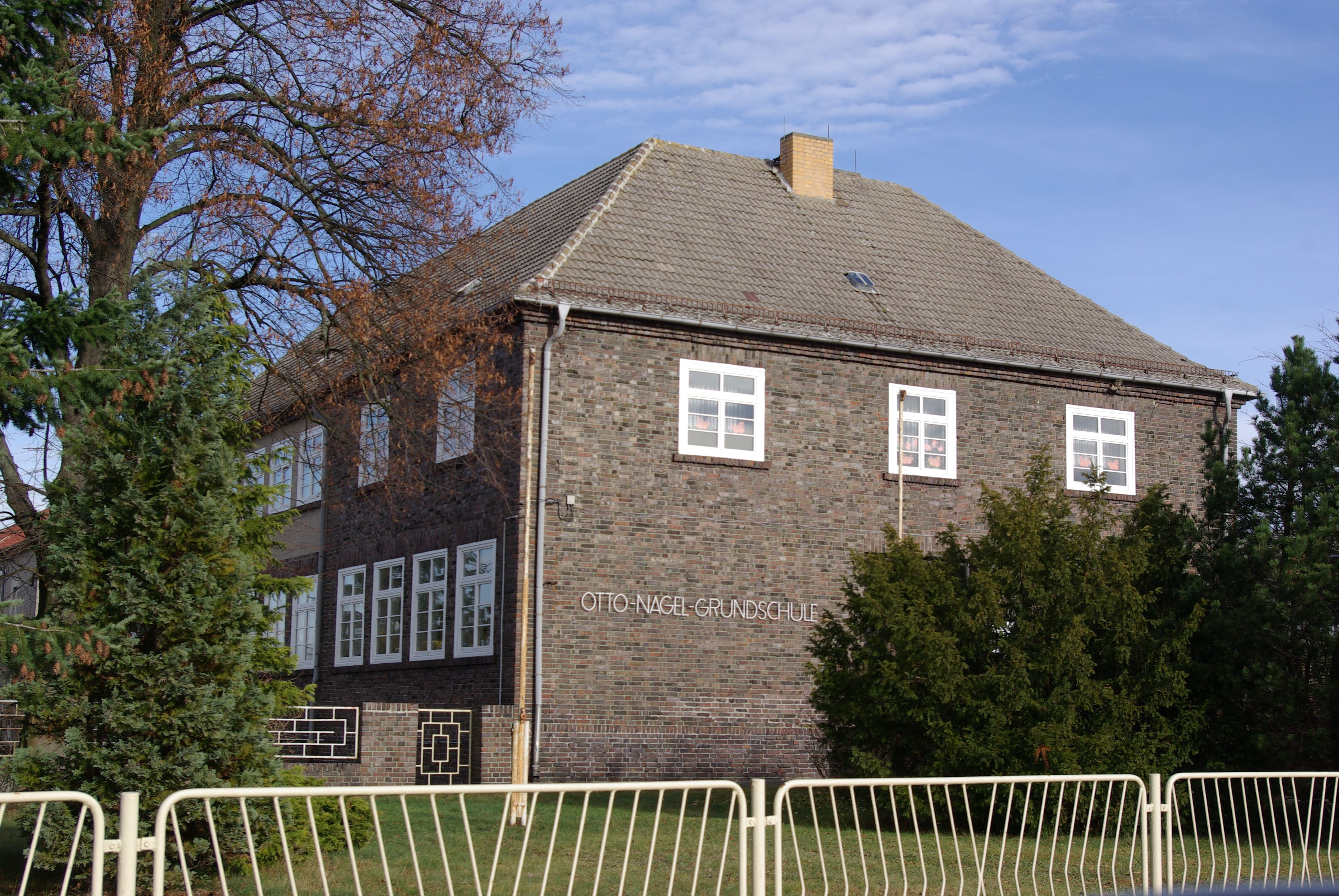
Otto Nagel-Grundschule

### Bildung
Eine Grundschule und fünf Kindertagesstätten stellen die Grundversorgung im Bildungswesen sicher.

### Feuerwehr
Die Freiwillige Feuerwehr Schönewalde sorgt mit ihren vier Löschzügen für den abwehrenden Brandschutz und die allgemeine Hilfe.

## Persönlichkeiten

### Söhne und Töchter der Stadt
- Gottlieb Wernsdorf der Ältere (1668–1729), lutherischer Theologe und Historiker
- Heinrich Ernst von Leipziger (1718–1790), preußischer Generalmajor
- Hans Ernst von Globig (1755–1826), Staatsrechtler, Jurist am Reichskammergericht, in Grauwinkel geboren
- Hans Menzel (1875–1914), Geologe und Paläontologe
- Siegbert Horn (1950–2016), Weltmeister und Olympiasieger im Kanuslalom, in Hartmannsdorf geboren

### Mit Schönewalde verbundene Persönlichkeiten
- Heinrich Gottfried Haferung (1713–1759), Pfarrer in Schönewalde